# 港珠澳大橋邊檢大樓 (巴士總站)
港珠澳大橋邊檢大樓（葡萄牙語：Posto Fronteiriço da Ponte Hong Kong-Zhuhai-Macau），位於港珠澳大橋澳門邊檢大樓地面層的一個終點站。澳巴101X、101XS路線，新福利102X路線，兩巴聯營103X路線以該站為終點站。

## 歷史
- 2018年10月24日，配合港珠澳大橋啟用而投入運作。[1]公共巴士先在二樓離境大堂清客，再返回地面層上客。其中地面層的公共巴士總站採用鋸齒型設計。車輛亦於二樓離境大堂落客，地面層為上客區。

- 2019年7月31日，受熱帶風暴韋帕影響，交通事務局於15:00起安排102X路線以特班車形式開出疏導旅客，由於跨海大橋因八號風球生效而封閉，特班車改以亞馬喇前地為終點站，由於遊客數量太多，特班車服務時間不斷延長直至翌日01:00。另外，101X路線雖然原計劃發出八號風球後1小時停駛，但因港珠澳大橋邊檢大樓滯留旅客眾多，因此改以深夜班次方式運作，而該線是唯一一條在這次發出八號風球期間仍然正常運作的路線。[2]

- 2020年3月28日起，因應COVID-19本地疫情，加上鄰近地區因疫情對澳門實施出入境管制。交通事務局為善用資源，宣佈102X路線暫停營運，直至另行通知。[3]

- 2020年7月6日至24日，因應往返港珠澳大橋澳門口岸客況需求增加，101X特班車[[[Wikipedia:格式手册/链接#章節|錨點失效]]]於08:00-11:00、14:00-19:00期間提供服務。[4][5]

- 2021年1月1日起，102X路線恢復營運。[6]

- 2022年8月3日18:00至5日，101、102路線臨時開設，以本站為循環點。[7][8][9][10][11]

- 2023年五．一、佛誕節、十．一假期期間，101XS和102XS路線臨時開設，分別往返亞馬喇前地及葡京酒店。[12][13][14]

- 2023年聖誕假期期間，101XS路線臨時開設。[15]

- 2024年10月1日14:00起，為配合澳門大橋通車，103X路線開設，以本站為總站。[16][17]

## 路線資料

### 終點站路線資料
| M800   | M800   | M800  | 港珠澳大橋邊檢大樓 Posto Fronteiriço da Ponte Hong Kong-Zhuhai-Macau | 港珠澳大橋邊檢大樓 Posto Fronteiriço da Ponte Hong Kong-Zhuhai-Macau | 港珠澳大橋邊檢大樓 Posto Fronteiriço da Ponte Hong Kong-Zhuhai-Macau | 港珠澳大橋邊檢大樓 Posto Fronteiriço da Ponte Hong Kong-Zhuhai-Macau |
| 營運商 | 營運商 | 路線  | 出發地                                                               | 目的地                                                               | 途經地點 | 備註                                                                 |
| D車道  | D車道  | D車道 | D車道                                                                | D車道                                                                | D車道 | D車道                                                                |
| ------ | ------ | ----- | -------------------------------------------------------------------- | -------------------------------------------------------------------- | --- | -------------------------------------------------------------------- |
| 澳巴   | 澳巴   | 101X  | 港珠澳大橋                                                           | ↺ 亞馬喇前地                                                         | - 黑沙環（海上居） - 騎士馬路 - 青洲大馬路（北區警司處、嘉應花園） - 船澳街（綠楊花園） - 林茂塘（信譽灣畔） - 沙梨頭（海邊新街） - 十六浦 - 新馬路及殷皇子馬路                                                                     | 快線 24小時營運                                                      |
| 澳巴   | 澳巴   | 101XS | 港珠澳大橋                                                           | ↺ 亞馬喇前地                                                         | | 快線 101X路線特班車 港澳假期期間服務                                 |
| 新福利 | 新福利 | 102X  | 港珠澳大橋                                                           | 橫琴澳方口岸 輕軌橫琴站                                              | - 黑沙環（廣華、東華、飛通大廈、水塘） - 外港碼頭 - 友誼大馬路（行車天橋） - 仙德麗街（永利） - 孫逸仙馬路（泉澧、泉裕） - 澳門運動場（ 輕軌運動場站） - 蓮花海濱大馬路（銀河、生態保護區） - 新濠影滙及蓮花路停車場（ 輕軌蓮花站） | 快線                                                                 |
| 澳巴   | 新福利 | 103X  | 港珠澳大橋                                                           | ↺ 氹仔客運碼頭 輕軌氹仔碼頭站                                        | | 快線                                                                 |

## 使用情況
- 2023年1月8日，澳門放寬並修改各項出入境政策措施，當中包括由香港入境澳門人士無需出示任何COVID-19防疫證明，象徵著港澳兩地“免檢疫通關”，由香港入境的訪澳旅客人數亦出現上升[18]。

- 在2023年春節期間，港珠澳大橋澳門邊檢大樓之入境旅客人次超越關閘[19]，本站亦於新春假期期間連續多天的上午出現輪候公共巴士或“發財車”之人龍，當中前往澳門半島市中心的101X路線最受歡迎，於2023年1月24日上午（大年初三）一度有近百名乘客排隊等候，有澳巴職員讓排隊的乘客提前投幣或拍卡，加快上車速度[20]。2023年1月25日（大年初四）上午，經港珠澳大橋入境之旅客絡繹不絕，當中以香港旅客為主，巴士站一度出現人龍，巴士公司亦增加廣播提示巴士路線，每班巴士幾乎逼滿乘客。有香港旅客認為金巴票價比船票便宜，但建議增加數條往返本站至各區的巴士路線[21]。

- 2023年2月27日，澳門立法會召開全體會議，多位議員於立法會議程前發言時關注“駕照互認”及“澳車北上”政策、東方明珠區與新城A區的交通壓力。其中直選議員李靜儀建議當局優化口岸交通安排緩解塞車問題外，並期望當局檢視和優化相關口岸巴士路線、班次及站點設置等公交方面規劃。間選議員葉兆佳認為未來旅客一定會恢復較快增長，有必要前瞻性完善交通配套。建議交通當局研究於節假日設“特快專車”，點對點穿梭出入境口岸與旅遊景點[22]。而早在澳門立法會於2019年2月19日和3月28日全體會議上，包括間選議員高開賢與葉兆佳均提議交通部門研究節假日設特快專車，點對點穿梭口岸與旅遊景點，為旅客提供便利，相信將有效分流大三巴、新馬路一帶人流，並帶動其他區份的商業發展，更可減少旅客和居民爭相搶搭公交情況，大大緩解居民出行壓力[23][24]。

- 2023年4月5日清明節當天，“澳車北上”二千個通關名額於前一日預約爆滿，是措施實施以來首次。大橋澳門口岸出現嚴重交通擠塞，龍尾幾乎接近友誼圓形地。而位於大橋澳門口岸內的香港入境大堂和巴士總站出現排隊人流，有部分香港旅客形容秩序混亂，人手安排亦不足[25][26]。立法會直選議員李靜儀批評相關安排混亂，又指新城A區工程如火如荼之際，需要大批工程施工人員上班，卻缺乏巴士線路安排，相關承建商亦沒有為人員作相應的交通安排，導致不少人需要“徒步行橋”返放工，相當不便和危險；希望當局積極與承建商協調解決，回應有關人員的交通需求，並持續改善前往港珠澳大橋口岸的公交安排，為僱員和居民提供好的出行環境[27]。

- 2023年4月14日，傳新澳門協會理事長兼澳門立法會直選議員林宇滔於訊報發表社評，批評新城A區交通亂象是源於不跟規劃，而其中兩條往返此站的常規巴士路線均幾乎繞澳門區及離島區一整圈才到人工島口岸，路線迂迴效率極低，每逢節假日繁忙時段都需大排長龍，不少居民投訴要坐近一小時才能到人工島口岸，旅客到澳門後乘搭上述兩巴士線到目的地的時間，甚至比坐金巴車程更長，政府一直不增加或優化人工島的巴士路線，又或在繁忙時間開出點對點走外圍的巴士快線等，可以預期隨著港珠澳人工島口岸的使用人流不斷增加，其公共交通情況只會越趨惡化！[28]

- 2023年6月1日正報社評提到需有待提升往返大橋澳門口岸的公共巴士服務，當中提到於長假期新增兩條特班車路線成效顯然不同，其中102XS路線客量欠佳，被指是路線設計問題，兼且未有顧及往返離島（氹仔及路環）一帶乘客需求。社評中建議應考慮加開港珠澳大橋口岸至氹仔、路環的快線，如要同時兼顧居民及旅客需求，又指大橋澳門口岸為24小時開放的口岸，則要同時考慮石排灣與金光大道的站點設計外，顧及一早抵澳或午夜到口岸的人士需求，避免重複該線設計的錯誤[29]。

- 每逢周末及節假日期間，本站及發財巴站出現候車人龍，就算逼上巴士都差點被車門夾到。旅遊業界冀當局加強公共交通服務安排外，交通咨詢委員會委員更指出只有兩條巴士路線往返大橋澳門口岸，加上102X路線站點停靠多加上行程迂迴，導致回轉的時間太長，特別是節假日期間能否增加短程的循環路線，首先將旅客帶出人工島和A區。[30] 在2024年復活節假期期間，本站出現排隊人龍情況，另增設101XS路線疏導入境澳門的乘客。[31] 澳門立法會直選議員馬耀鋒提出書面質詢，關注大橋澳門口岸交通承載力問題，提到該口岸的交通配套未能跟上，尤其兩條連接大橋澳門口岸的巴士路線的站點均超過30個，需要優化相關路線和巴士回轉時間；該口岸也未有電子支付的充值點，對旅客和居民造成不便，而且未能應付現時和未來的交通需求，因公交不足導致部分旅客滯留在大橋澳門口岸的情況，故質詢有關部門如何優化往返大橋澳門口岸的巴士路線？此外，針對上述口岸和東區-2輕軌站的巴士接駁、增設電子充電設備的問題，當局將有何規劃？[32]在2024年10月，交通事務局回覆另一澳門立法會直選議員李良汪書面質詢時表示，正研究擬增設新線往返大橋澳門口岸。[33]

## 其他資料
- 港珠澳大橋邊檢大樓交通樞紐（的士、免費接駁巴士、跨境巴士及金巴）

## 外部連結
- 新福利官方網站 （繁體中文） （页面存档备份，存于）
- 澳巴官方網站 （繁體中文） （页面存档备份，存于）